# 1944 ve fotografii
Tento článek obsahuje významné fotografické události v roce 1944.

## Události

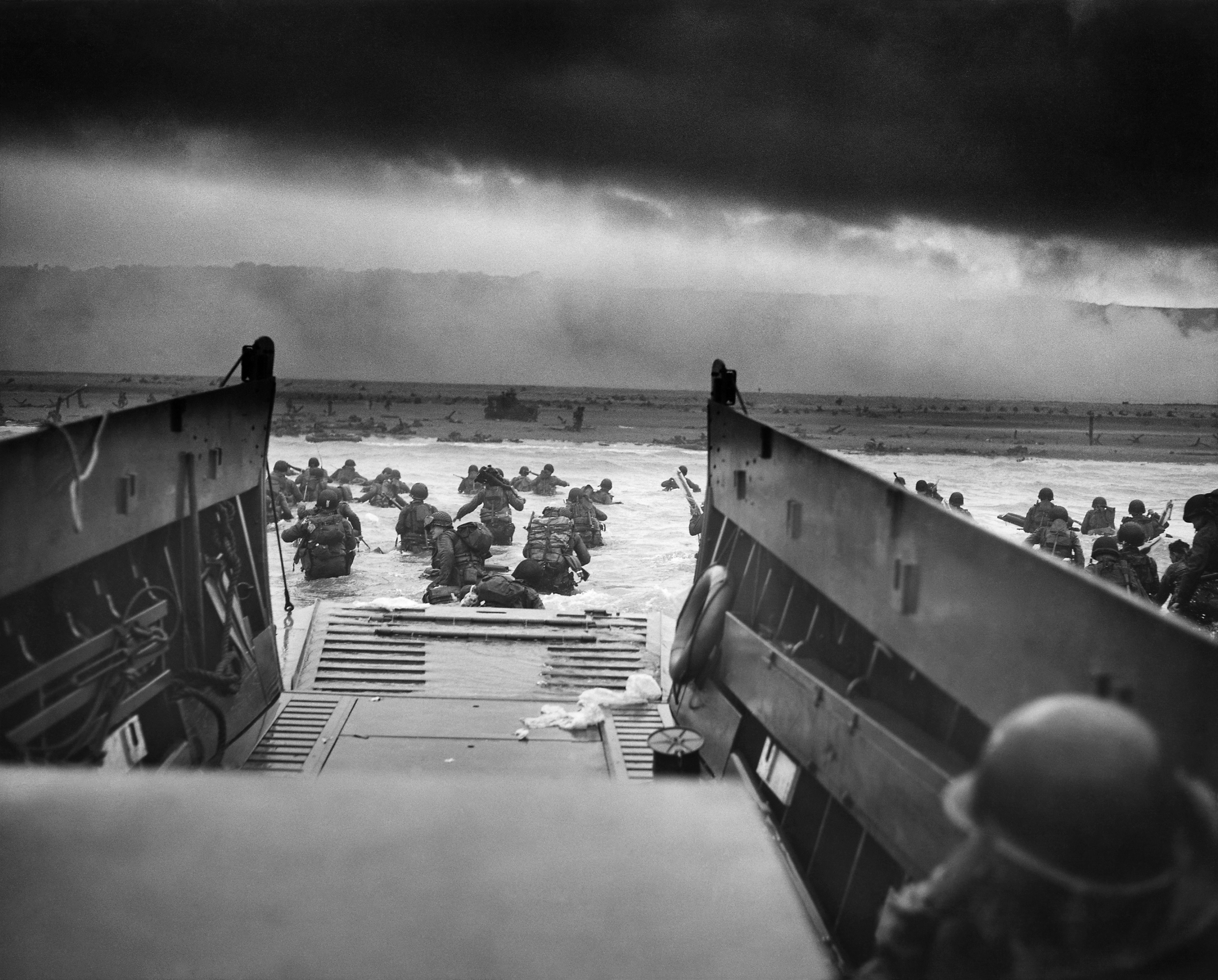
Robert F. Sargent: Do spárů smrti: Vojáci z 1. divize přistávají na Omaha Beach

- Fotograf pobřežní hlídky United States Coast Guard Robert F. Sargent pořídil fotografií Do spárů smrti (anglicky Into the Jaws of Death). Na snímku jsou vojáci z 1. divize, kteří přistávají na pláži Omaha Beach dne 6. června 1944 v rámci Operace Overlord během druhé světové války vylodění spojeneckých vojsk do Němci okupované Francie.[1][2][3]

## Ocenění
- Pulitzer Prize for Photography – Earle L. Bunker, World-Herald (Omaha, Nebraska), za jeho fotografii Homecoming Archivováno 6. 3. 2012 na Wayback Machine. a Frank Filan.

## Narození v roce 1944

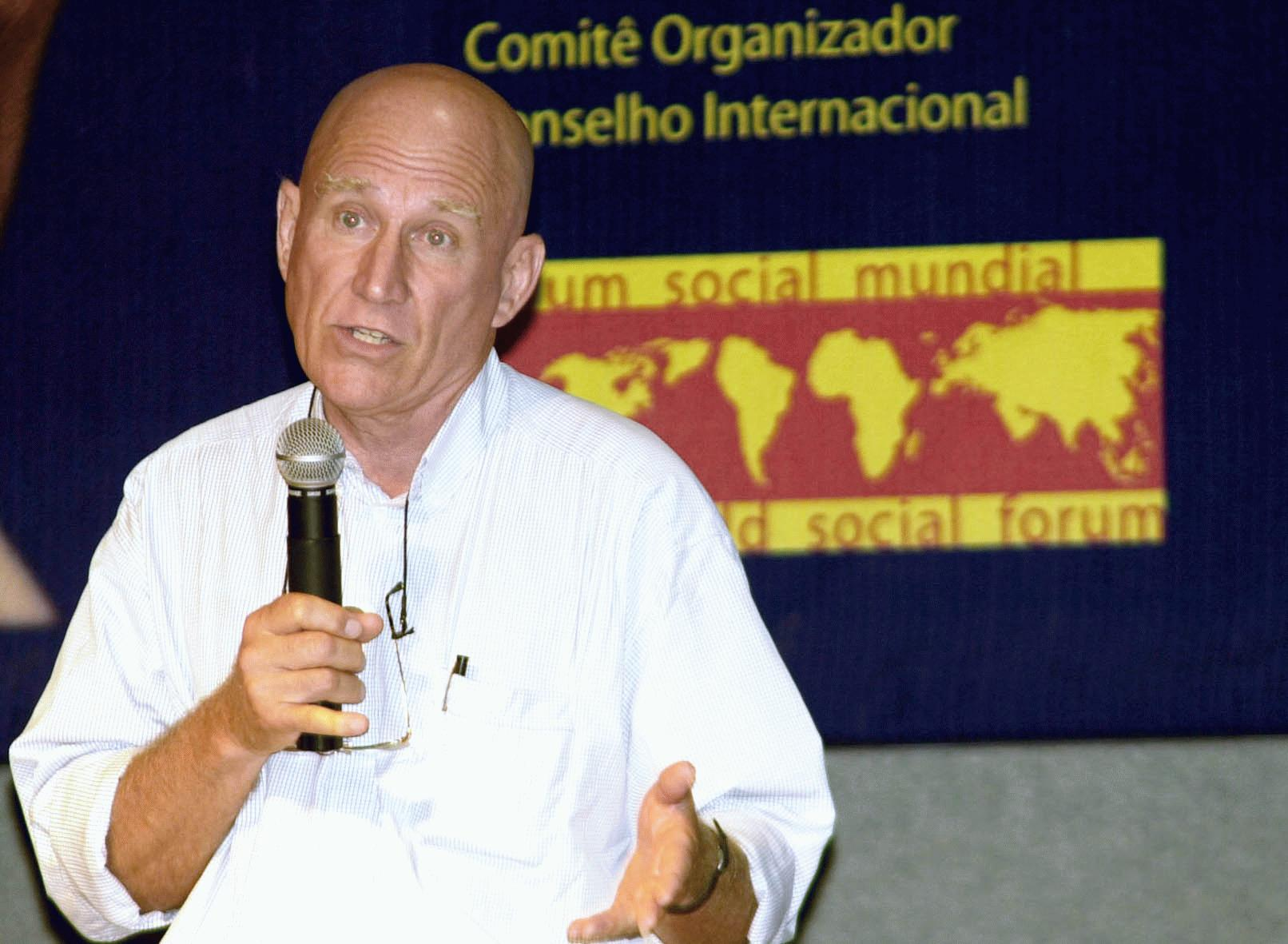
Sebastião Salgado se narodil 8. února

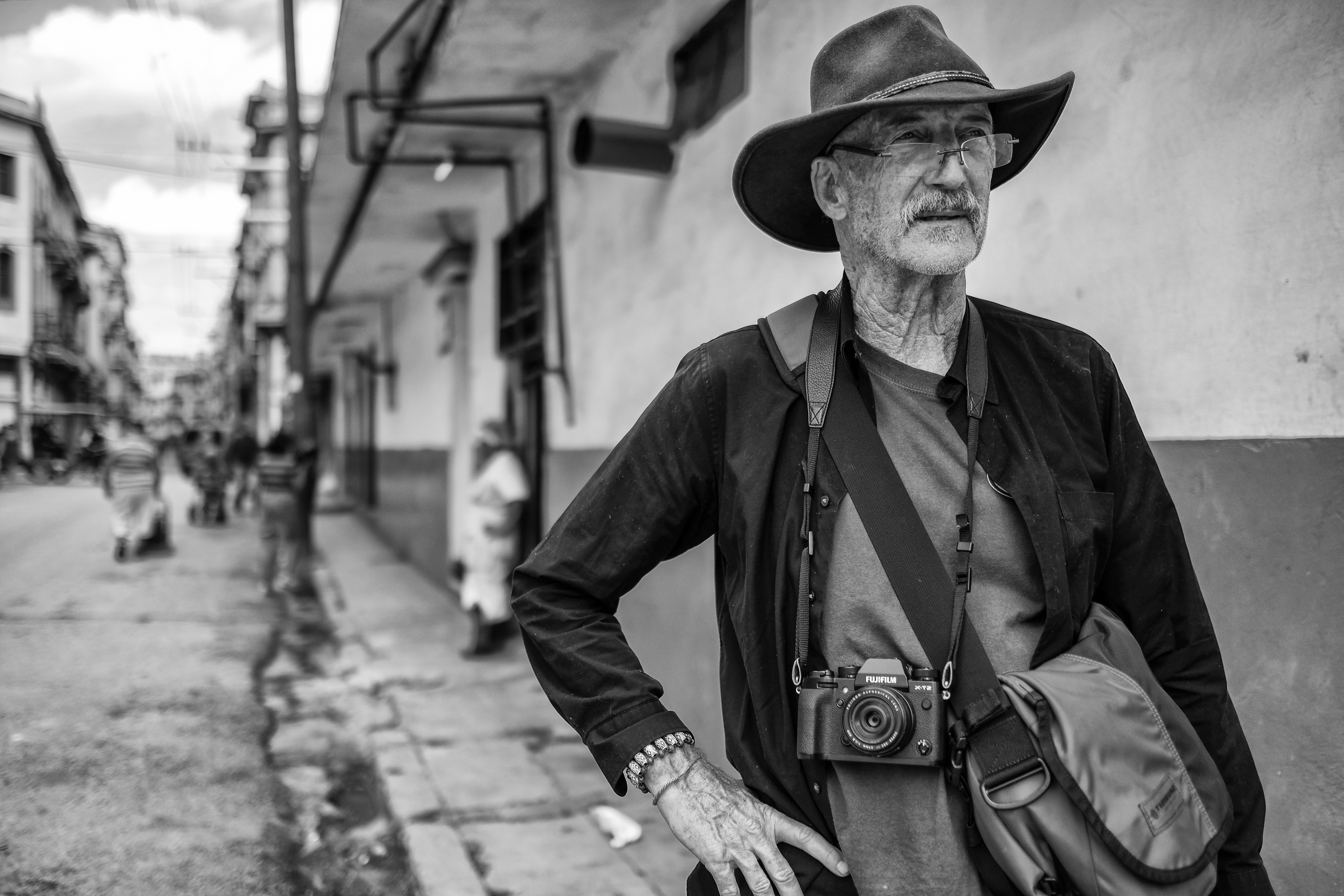
V tomto roce se narodil fotograf David Alan Harvey

- 10. ledna – Alain Fleischer, filmař, fotograf, vizuální umělec a francouzský spisovatel
- 4. února – Candida Höferová, německá fotografka
- 8. února – Sebastião Salgado, brazilský fotograf († 23. května 2025)
- 28. února – Storm Thorgerson, fotograf, režisér a anglický grafik († 18. dubna 2013)
- 29. února – Gilles Bensimon, francouzský módní fotograf
- 4. března – Šin’ja Fudžiwara, japonský fotograf, spisovatel, esejista a cestovatel
- 5. března – Peter Brandes, dánský malíř, sochař, keramik a fotograf († 4. ledna 2025)
- 6. března – André Berg, francouzský fotograf
- 17. března – Pattie Boydová, modelka a britská fotografka
- 25. března – Roland Laboye, francouzský fotograf
- 29. března – Abbas, francouzský dokumentární fotograf původem z íránu
- 4. dubna – Barbara Ess, americká fotografka († 4. března 2021).[4]
- 15. dubna – Jiří Hanke, český fotograf
- 3. května – Anders Petersen, švédský fotograf se sídlem ve Stockholmu. Vytváří intimní a osobní černobílé fotografie v dokumentárním stylu.
- 8. května – Edith Tar, německá fotografka, editorka a video umělkyně († 6. května 2021)[5]
- 25. května – Tim Page, britsko-australský fotožurnalista, který se proslavil válečnými fotografiemi během války ve Vietnamu († 24. srpna 2022)
- 1. června – Petra Skoupilová, česká fotografka, koncerty populární hudby, herce a zpěváky, módu a rovněž ženské akty († 19. května 2023)
- 11. června – Bettie Ringma, nizozemská fotografka († 8. března 2018)
- 30. června – Joel Sternfeld, americký fotograf
- 1. července – Gastón Ugalde, bolivijský umělec a fotograf (†  14. října 2023)
- 13. července – Joan E. Birenová, americká fotografka a filmařka, zaměřuje se na lesbičky a feminismus
- 12. srpna – Gabriele Basilico, italský fotograf
- 12. srpna – Catherine Leroy, 61, francouzská válečná fotografka, válka ve Vietnamu, Life  (†  8. července 2006)
- 17. srpna – Jan Wojnar, český experimentální básník, fotograf a konceptuální umělec († 20. července 2014)
- 20. srpna – Mark Haworth-Booth, britský akademik a historik fotografie. V letech 1970 až 2004 byl kurátorem muzea Victoria & Albert Museum v Londýně.
- 23. srpna – Jean-Claude Francolon, francouzský fotograf a fotoreportér, bývalý ředitel agentury Gamma
- 29. srpna – Markéta Luskačová, česká fotografka
- 6. září – Christian Boltanski, vizuální umělec, fotograf, sochař a francouzský filmař († 14. července 2021)
- 9. října – Alexandr Alexandrovič Sljusarev, ruský fotograf († 23. dubna 2010)
- 11. října – Michel Séméniako, francouzský fotograf
- 26. října – Dolorès Maratová, francouzská fotografka
- 14. listopadu – Richard Kalvar, americký fotograf
- 23. listopadu – Peter Lindbergh, německý módní fotograf a režisér († 3. září 2019)
- 26. listopadu – Miroslav Koval, český fotograf, malíř, kreslíř a kurátor († 15. června 2022)
- 20. prosince – Pavel Štecha, český fotograf († 20. července 2004)
- 24. prosince – Balthasar Burkhard, švýcarský fotograf († 16. dubna 2010)
- 26. prosince – Jean-Claude Seine, francouzský fotograf
- 26. prosince – Kazuo Kitai, japonský fotograf
- ? – Rhondda Bosworth, novozélandská fotografka
- ? – Roger Scott, australský sociální dokumentární fotograf a fotografický tiskař
- ? – Lynn Davis, americká fotografka známá svými velkoformátovými černobílými fotografiemi architektury a krajiny
- ? – Dany Gignouxová, švýcarská fotoreportérka a fotografka, dokumentovala folkovou a populární hudbu ve Švýcarsku, spiritualismus v Brazílii, majáky na ostrově Île de Sein ve Francii, koncerty v Ženevě, karneval v Basileji, africké migranty v Ženevě a turisty ve Švýcarsku a Itálii (27. května 1944 – 11. srpna 2025)

## Úmrtí v roce 1944
- 9. ledna – Pierre Dubreuil, francouzský piktorialistický fotograf (* ?)
- 3. března – Olai Fauske, norský fotograf (* 20. listopadu 1887)
- 7. března – Fran Vesel, slovinský fotograf (* 20. prosince 1884)
- 20. dubna – George Grantham Bain, americký fotograf (* 7. ledna 1865)
- 10. června – Paul Guermonprez, belgicko-nizozemský fotograf a odbojář (* 28. prosince 1908)
- 14. června – Pauline Schmidtová, profesionální dánská kouzelnice a fotografka, provozovala vlastní studio ve finském Tampere (* 5. září 1865)
- 25. června – Josef Větrovský, český fotograf (* 25. ledna 1897 – 25. června 1944)
- 29. června – Paul Castelnau, francouzský geograf a fotograf (* 17. května 1880)
- 7. července – Paul Martin, britský fotograf francouzského původu, průkopník pouliční i noční fotografie (* 16. dubna 1864)
- 18. srpna – Pavel Altschul, český fotograf (* 17. května 1900 – 18. srpna 1944)
- 28. srpna – Ewa Faryaszewska, polská malířka a fotografka barevných snímků z Varšavského povstání 1944 (* 10. dubna 1920)
- 14. září – Heinrich Kühn, rakouský piktorialistický fotograf (* 25. února 1866)
- 27. září – Sergej Prokudin-Gorskij, ruský fotograf, průkopník barevné fotografie (* 31. srpna 1863)
- 25. září – Eugeniusz Lokajski, polský sportovec, fotograf, účastník Varšavského povstání (* 14. prosince 1908)
- 18. října – Josef Maria Eder, rakouský chemik a fotograf (* 16. března 1855)
- 4. prosince – Alberto Vojtěch Frič, český cestovatel, botanik a fotograf (* 8. září 1882)
- 31. prosince – Yva (Else Ernestine Neuländer-Simon), německá židovská fotografka (* 26. ledna 1900)
- ? – Bolette Berg, norská fotografka (* 1872)
- ? – Fernando Navarro Ruiz, španělský fotograf (* 8. srpna 1867)
- ? – Jü Sün-ling, byl čínský dvorní fotograf vdovy císařovny Cch’-si a byl jediný, kdo měl císařovnu dovoleno fotografovat (* 1874)
- ? – Theodor Hilsdorf, německý portrétní dvorní fotograf (* 18. června 1868)
- ? – Pearl Grace Loehrová, americká fotografka a umělecká pedagožka se sídlem v New Yorku, děti, portréty, prezidentka Ženské federace Americké asociace fotografů (* 1882)